# نرسس پوزاپالیان

اسقف نِرسِس پوزاپالیان (ارمنی: Տեր Ներսես արքեպիսկոպոս؛ زادهٔ ۵ ژوئیهٔ ۱۹۳۷ - درگذشته ۲۷ ژوئن ۲۰۰۹) یکی از اسقف‌های کلیسای حواری ارمنی بود.

## زندگی‌نامه
هاکوب پوزاپالیان در شهرک kırkhan در سوریه فرانسه (هم اکنون در ترکیه) به دنیا آمد. خانواده وی در سال ۱۹۳۹ به بیروت مهاجرت نمودند جایی که وی تحصیلات ابتدایی خویش را در «کالج نوباریان» متعلق به ارمنیان، «مدرسه علوم دینی ارمنیان أنطلیاس» و کالج عالی مرکزی بیروت فرا گرفت. خانواده وی در سال ۱۹۵۷ به جمهوری شوروی سوسیالیستی ارمنستان بازگشتند جایی که وی تحصیلات خویش را در مدرسه علوم دینی الهی گوُرکیان در سریر مریم مقدس اچمیادزین کسب نمود.